# Aguateca

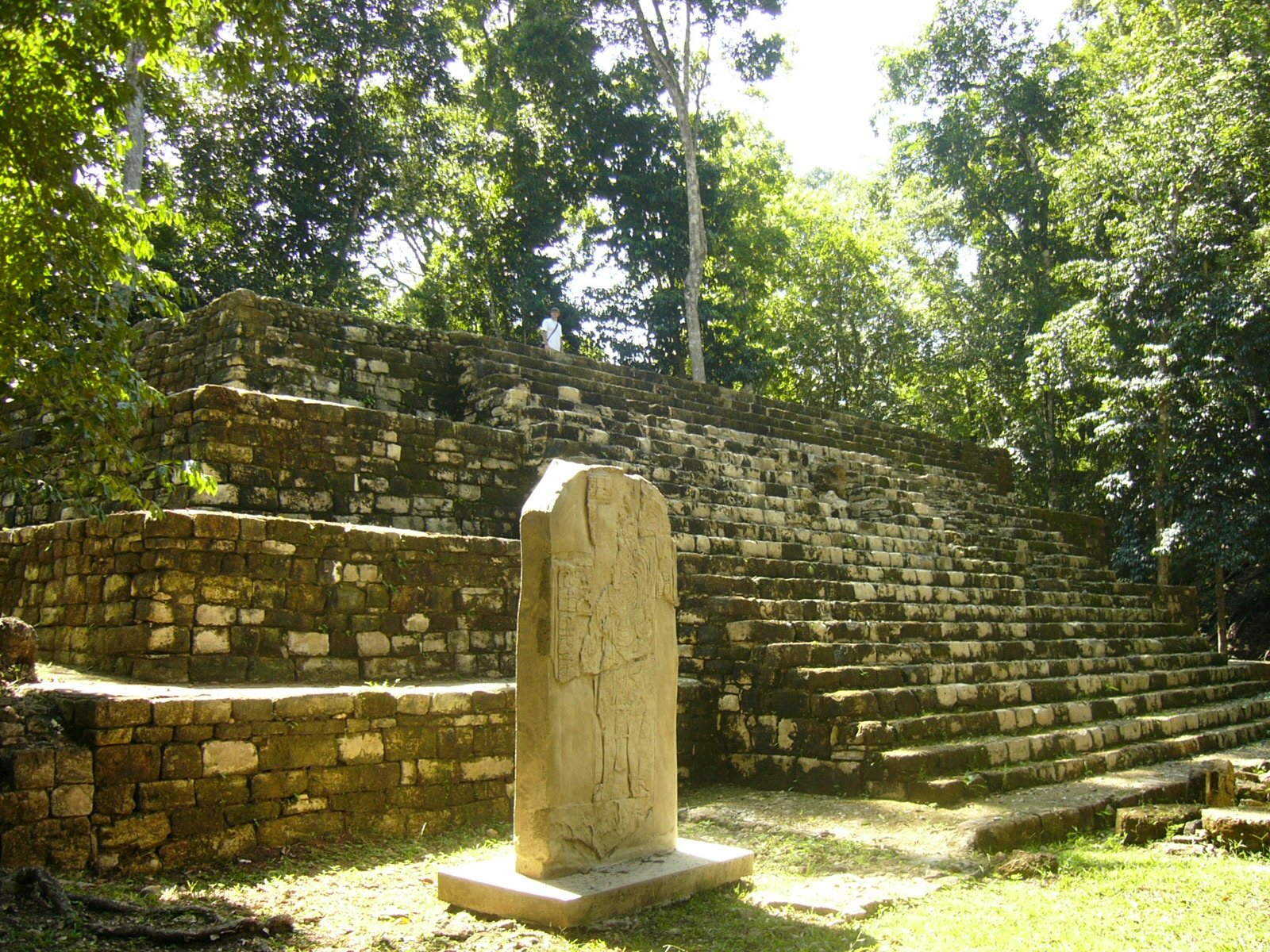
Der Hauptplatz von Aguateca mit einer großen steinernen Stele

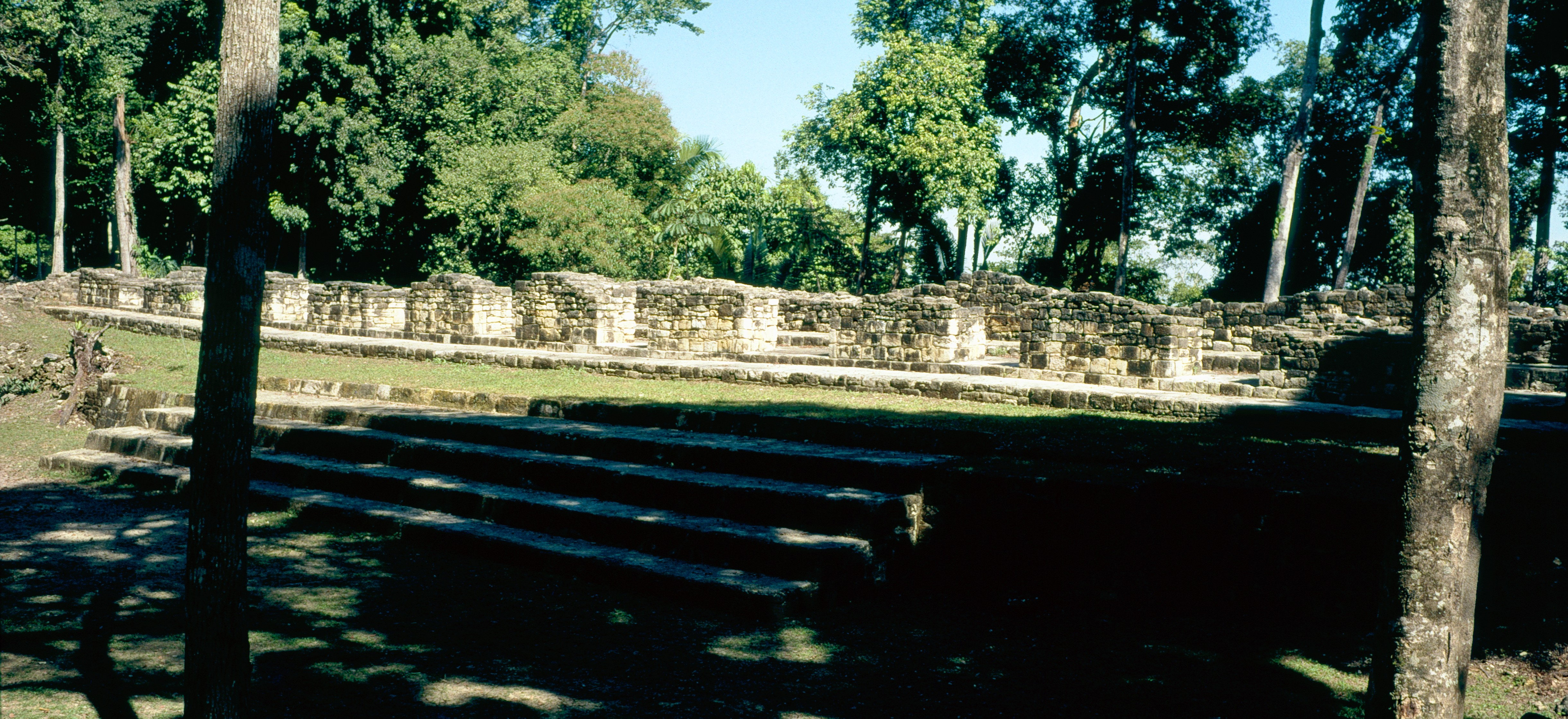
Gebäude M7-26

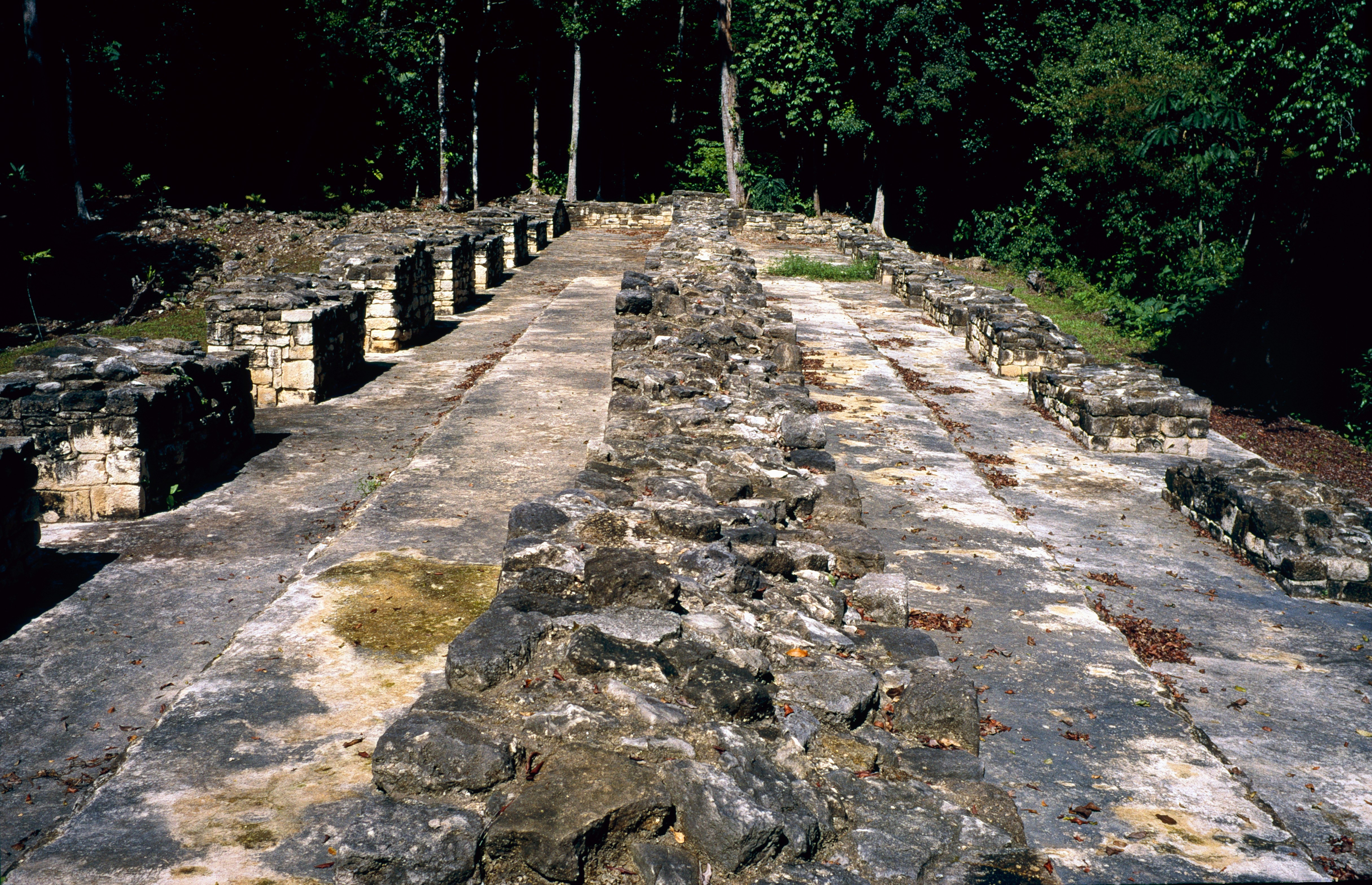
Gebäude M7-26, Mittlere Mauer und Bänke

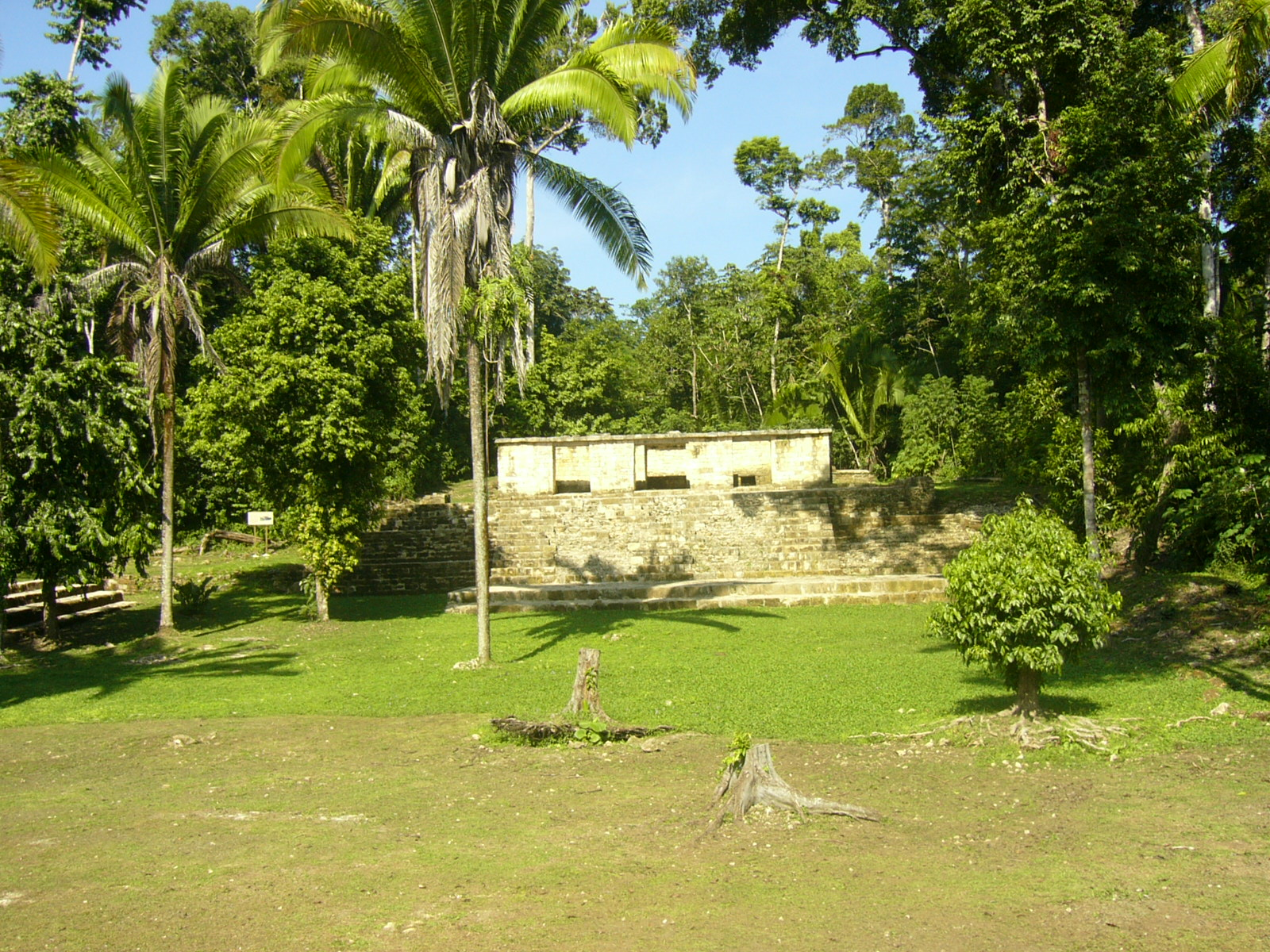
Königlicher Palast M7-32 und Palast-Plaza

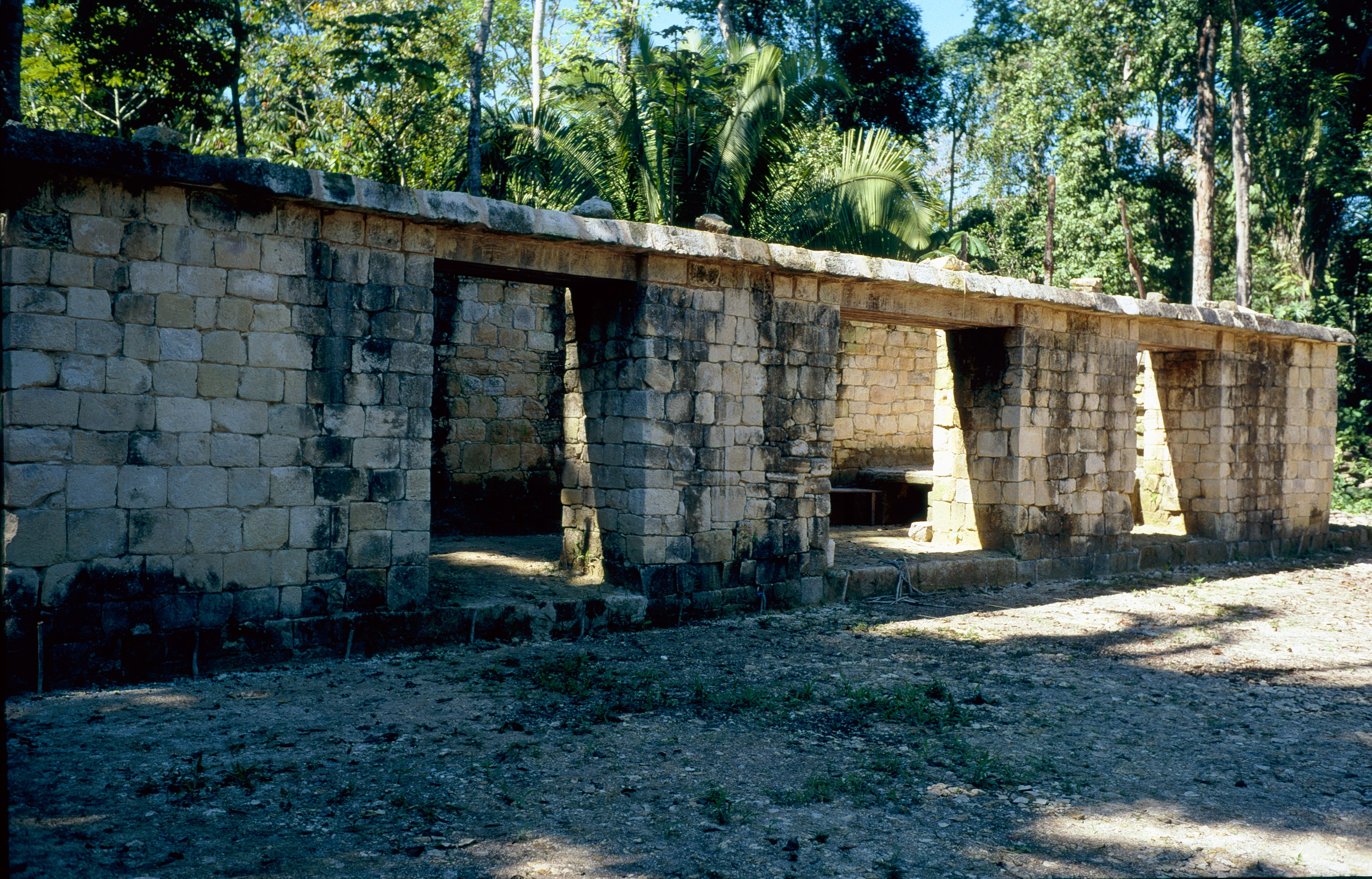
Königlicher Palast M7-32

Aguateca ist eine präkolumbische Ruinenstadt der Maya im heutigen Departamento Petén am südlichen Ausläufer der Laguna de Petexbatún in Guatemala. Die Ruinen wurden 1957 entdeckt und wurden seit den 1990er Jahren in großen Forschungsprojekten unter Leitung von Takeshi Inomata untersucht.

## Geschichte
Die ersten Ansiedlungen in Aguateca entstanden um das Jahr 250. Die Stadt wurde etwa um 700 zusammen mit Dos Pilas von den Königen von Petexbatún zu einer Doppelhauptstadt ausgebaut. Aguateca war eine große, dichtbevölkerte Stadt mit mehreren tausend Einwohnern.
Um 830 zwangen feindliche Angriffe die Dynastie zum Rückzug nach Aguateca, das strategisch günstig an einem Steilhang gelegen war. Der letzte Herrscher Tan Te’ K’inich verschanzte sich hier mit seiner Familie und der adligen Oberschicht. Zusätzlich zu den natürlichen Barrieren wurden knapp 5 Kilometer lange Verteiligungswälle aus Schutt und Baumaterial errichtet. Als die Feinde die Stadt eroberten, floh der König. Die Adligen versuchten sich zu verteidigen, mussten aber ebenfalls unter Zurücklassung ihrer Besitztümer fliehen. Diese Tatsache bietet der Archäologie sonst selten anzutreffende Erkenntnisse über Nutzung von Bauten und die Ausstattung der Haushalte der verschiedenen Gesellschaftsschichten.

## Bauten und Monumente
Die Ruinen liegen am Rand einer felsigen Hochfläche rund 100 Meter über dem Niveau der Lagune. Bemerkenswert sind mehrere ganz enge und bis zu 70 Meter tiefe Schluchten parallel zur Abbruchkante über der Lagune, die das Siedlungsareal teilen und ausgezeichnete Verteidigungsmöglichkeiten bieten. Der schmale Geländestreifen zwischen der Abbruchkante und der längeren der Schluchten ist dicht mit Bauten besetzt, die als Palastbauten angesehen werden.

### Palastgruppe
Die Gruppe mit der technischen Bezeichnung M7 wird durch eine Anzahl von Gebäuden gebildet, die die Seiten eines annähernd quadratischen Hofes einnehmen.
- Gebäude M7-25. Das Gebäude liegt an der Ostseite des Hofes und fällt durch seine ungewöhnliche Größte von mehr als 50 Metern auf. Es besteht aus zwei sich über die ganze Länge erstreckenden, parallelen Räumen, die durch eine zentrale Mauer getrennt sind. Entlang dieser Mauer verläuft zumindest im südlichen Teil eine ungegliederte, gemauerte Sitzbank von rund 1,5 Metern Tiefe. Die beiden Räume waren durch jeweils 10 breite Türöffnungen zu betreten, zwischen denen breite Mauerscheiben lagen. Das Gebäude war mit einem Dach aus Holz und Palmblättern gedeckt. Es wird vermutet, dass es als Versammlungsplatz für Teile der lokalen Oberschicht oder der Krieger diente. In der Gruppe L8 befinden sich weitere Gebäude dieses Typs.
- Gebäude M7-32. Dieses Bauwerk ist eines von nur zwei Bauten in Aguateca, die ein gemauertes Dach mit Maya-Kraggewölbe besaßen. Es ist ein typischer Repräsentationsbau der lokalen Herrscher. Er liegt auf einem Sockelbau mit drei Stufen und wird durch eine lange, breite Treppe erreicht. Der zentrale Eingang ist breiter als die beiden seitlichen. Er führt in einen dahinterliegenden Raum, in dem eine fast die ganze Fläche einnehmende gemauerte Bank als Thron des Herrschers anzusehen ist. Von diesem Raum führte ein schmaler Eingang auf dem Niveau der Bank in einen sehr kleinen seitlichen Raum. Ein entsprechender Raum im Süden war nur von außen zugänglich. An den seitlichen Enden des vorderen Raumes befinden sich ebenfalls gemauerte Bänke, die jedoch teilweise von außen nicht einzusehen sind. Das Gebäude wurde nach dem archäologischen Befund (zahlreiche Gefäße und Trommeln aus Ton sowie anderer Gegenstände) einem formellen Beendigungsritual unterzogen – entsprechend dem Begräbnis eines Menschen. Die Ausgräber vermuten, dass dieses Ritual von den Angreifern nach dem Abschluss der Eroberung an dem wichtigsten Gebäude der Stadt vollzogen wurde. Dabei wurde das Gebäude offenbar in Brand gesteckt und sorgfältig zerstört.[1]

### Haupt-Plaza
Die auch als L8 bezeichnete Gruppe liegt westlich der großen Schlucht, die an dieser Stelle leicht zu überschreiten ist. Die Plaza ist beinahe 4 mal so groß wie die der Palastgruppe. An ihren Rändern stehen mehrere Gebäude mit einem sehr langen Raum an der Vorderseite und Mauerscheiben zwischen den zahlreichen Türöffnungen.